# Spin doctor
Spin doctor (do inglês spin, verbo, no sentido de 'girar' ou 'torcer', e doctor, também como verbo, no sentido de 'alterar algo para obter o resultado desejado') refere-se a um profissional especialista em controlar a apresentação dos fatos, eventualmente torcendo-os, a fim de favorecer determinada interpretação ou opinião. Frequentemente a serviço de políticos, sobretudo durante as campanhas eleitorais - mas também de empresas que enfrentam crises ou pessoas de grande exposição pública, tais como artistas, esportistas e indivíduos envolvidos em ações judiciais e escândalos - o spin doctor dedica-se a influenciar o público, mediante a apresentação de informações enviesadas à mídia. O fenômeno de spin doctoring pode pervadir uma assessoria de imprensa, levando-a manipular estatísticas, engendrar informações falsas, fabricar mensagens subliminares, distribuir releases  falsos e cooptar jornalistas, com o propósito de difundir uma verdade que melhor se adapte aos seus interesses. Spin doctoring tem, portanto, um caráter depreciativo, aplicando-se a atividades de relações públicas e marketing político e eleitoral que enfatizam ou exageram os aspectos mais positivos de alguém ou de algo, e os spin doctors são vistos como agentes políticos que, geralmente, atuam nos bastidores do poder.

## História
Ainda que a locução seja uma criação relativamente recente, o spin doctoring não é um  fenómeno novo. A atividade existe, pelo menos, desde o início do século XX e parece ter origem na forma como, em 1910, Ivy Lee se definia — doctor of publicity - e no termo spin, que James Reston usava sistematicamente nos seus textos no New York Times de análise política da administração Eisenhower, em meados dos anos 1950, numa analogia à técnica usada no basebol. No jargão esportivo, spin é o efeito que o jogador dá à bola, imprimindo-lhe um movimento giratório, na tentativa de enganar o adversário. Reston, que havia sido jornalista esportivo no mesmo jornal, nos anos 1930, manteve o uso do termo, mesmo depois de se tornar correspondente de política em Washington, em 1950.
Mas a locução spin doctor só seria introduzida - e logo popularizada - em 1984, por um outro jornalista do New York Times, William Safire, para distinguir os especialistas em relações públicas políticas, frequentemente inescrupulosos, dos especialistas em comunicações em geral, tais como porta-vozes e assessores de imprensa.  Safire utilizou-a, pela primeira vez, durante a corrida eleitoral à Casa Branca de (Ronald Reagan e Walter Mondale, em 21 de outubro daquele ano, dia do segundo debate televisivo entre os candidatos:  
"Esta noite, por volta das 9:30, segundos após o fim do debate Reagan-Mondale, um bazar vai se materializar, de repente, na sala de imprensa do Auditório Municipal de Kansas City. Uma dúzia de homens vestidos com ternos caros e mulheres de vestidos de seda circularão, com grande desenvoltura, entre os repórteres, expressando opiniões confiantes. Eles não serão apenas agentes de imprensa tentando dar um spin  favorável a um comunicado de rotina. Eles serão os spin-doctors, conselheiros sênior dos candidatos e estarão jogando por apostas muito altas. O quão bem eles façam seu trabalho pode ser tão importante quanto o quão bem os candidatos façam o seu.
A locução acabou por ganhar maior destaque internacional graças à atuação dos assessores de imprensa de Ronald Reagan — Michael Deaver e David Gergen -, e, mais tarde, no Reino Unido, com os homólogos de Tony Blair — Peter Mandelson e Alastair Campbell. Assim, ao longo das décadas de 1980 e 1990, quando um comentador, jornalista ou ativista pretendia qualificar negativamente um assessor político de imprensa, chamava-o, quase invariavelmente, de spin doctor, em alusão aos spins (interpretações enviesadas das informações dadas à imprensa ou ao público em geral) que produzia.